# Spoortunnel Best

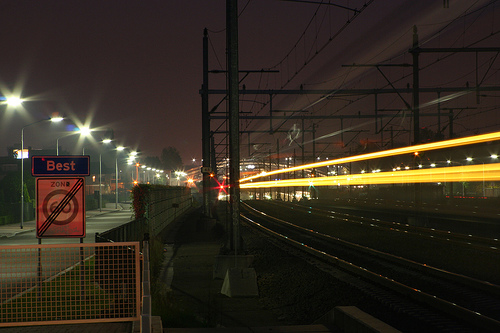
Nachtopname van een dubbeldekker die in Best uit de spoortunnel komt.

Spoortunnel Best is een spoortunnel in de spoorlijn tussen Boxtel en Eindhoven. De spoortunnel Best en de spoorverdubbeling van Boxtel tot Eindhoven (met tussenstations in Best en Eindhoven Strijp-S) zijn in september 2002 in gebruik genomen. Het project kostte 364 miljoen euro. Ter ere van de opening reed er tussen tien en vier uur een stoomtrein tussen Best en Boxtel.
De spoortunnel Best is 1890 meter lang, het diepste punt ligt op negen meter onder het maaiveld. De tunnel vervangt twee overwegen: namelijk in de Oirschotseweg-Hoofdstraat en de Willem de Zwijgerweg. De dubbele tunnel is berekend op toekomstig gebruik met een treinsnelheid van 200 km/u. Echter doordat het spoorbeveiligingssysteem nog ongeschikt is rijden de treinen niet harder dan 140 km/u door de tunnel. Het bevat een ondergronds station in Best. Iedere tunnelbuis bevat twee sporen. De oostelijke tunnel is het eerst gerealiseerd.